# Romano Agostinelli
Romano Agostinelli (Mantova, 30 ottobre 1928 – Bolzano, 30 gennaio 2019) è stato un calciatore e allenatore di calcio italiano, di ruolo terzino o centrocampista.

## Carriera
Figlio del calciatore Giorgio Agostinelli, esordisce nell'Ostiglia, da cui passa al Mantova, con il quale disputa un campionato di Serie B e uno di Serie C.
Nel 1949 passa alla Sampdoria, dove esordisce in Serie A il 30 aprile 1950 contro la Triestina, segnando poi una rete nel pareggio casalingo contro la Pro Patria per 3-3 il 14 maggio 1950, 36ª giornata. Rimane in blucerchiato, sempre in massima serie, fino al 1958 (salvo una parentesi di una stagione al Brescia in serie cadetta, dove disputa 14 partite), raccogliendo in totale 143 presenze e 2 reti, quella del 1950 ed il primo gol nella vittoria casalinga contro la Triestina per 2-1 il 25 aprile 1954, alla 29ª giornata.
Nel 1958 passa al Modena, con cui disputa due campionati di Serie B ed uno di Serie C.

## Palmarès

### Giocatore
- Serie C: 1

Modena: 1960-1961

### Allenatore
- Serie D: 1

Bolzano: 1972-1973